# Fermí Reixach i García
Fermí Reixach i García   (Lloret de Mar, 21 d'agost de 1946 - Lloret de Mar, 12 de juny de 2024) fou un actor de teatre, cinema i televisió català. Va treballar en projectes de cinema (El mort i ser feliç, La voz dormida, 14 d'abril. Macià contra Companys), televisió (La Riera, Polseres vermelles, 23-F: la película) i teatre (Pàtria, El mestre i Margarita).

## Biografia
Fermí Reixach, va néixer el 1946 a Lloret de Mar. De ben jove, ja va pujar als escenaris de la mà de la Neus, la seva germana, al Casal de l'Obrera a Lloret de Mar. Posteriorment, va estudiar interpretació al centre Estudis Nous de Teatre de Barcelona, sota la direcció d'Albert Boadella i Josep Montanyés, i a l'Institut del Teatre, també de Barcelona. Paral·lelament, va treballar en diversos espectacles de teatre independent i professional: amb el Grup d'Estudis Teatrals d'Horta, amb Guillermina Motta i amb Josep Anton Codina. És membre fundador del grup teatral Els Comediants (1972) i del col·lectiu Teatre Lliure (1976).
Va debutar oficialment en el teatre quan es van fundar Els Comediants, en l'obra Catacroc, el 1973, i en el cinema el 1980 amb La campanada, dirigida per Jaime Camino, amb qui també va treballar en Llums i ombres, el 1988.
De 1976 a 1980 va participar amb el Teatre Lliure a Camí de nit, La petita Mahagony, La cacatua verda, Leonci i Lena, Titus Andrònic, Hedda Gabler, La vida del rei Eduard II d'Anglaterra, Abraham i Samuel, La bella Helena, Les tres germanes i El balcó.
Després de quatre anys de treball en el Lliure, el 1980 va fer un gir a la seva carrera quan va obtenir una beca de la Fundación Juan March i del Comitè Conjunto Hispano-Norteamericano per ampliar els estudis d'interpretació a Nova York, concretament a l'Stella Adler Institute, així com a l'Ernie Martin Actor's Creative Studio, escoles en les quals es va convertir en un actor del mètode Stanislavski. Després va aconseguir una altra beca Fulbright per prosseguir els estudis a Nova York des de 1981 fins a 1984. Durant la seva estada formativa, també va rebre classes de veu de John Devers i va assistir com oient a l'Actor's Studio de Lee Strasberg. Més endavant va fer els cursos de Script interpretation en aquesta mateixa escola.
Es va consolidar professionalment als anys 1982 i 1983, quan va protagonitzar El rei Lear, Ederra i Don Juan Tenorio en diversos escenaris de Madrid i va gravar Don Juan Tenorio per a la televisió.
El 1984 va tornar a Barcelona definitivament, amb l'obra Diari d'un boig, de Nikolai Gógol, dirigida per Ernie Martin, un dels seus professors a Nova York. La seva interpretació en aquesta obra va significar el reconeixement definitiu dels seus dots com a intèrpret a Catalunya i Espanya. Diari d'un boig es va convertir en la producció més important de la seva carrera, peça que ha representat fins a l'actualitat en escenaris de tot el món.
Des de llavors va treballar, entre altres obres, a Mel salvatge, La filla del carmesí, Tío Vania, Edipo Rey, Edipo en Colono i El pare. També va fer les lectures dramatitzades de Veinte poemas de amor y una canción desesperada, de Pablo Neruda i Un home apassionat, de diversos poetes catalans.
A la fi dels anys 80, va intervenir en diverses pel·lícules, entre les quals cal destacar Llums i ombres, Matar al Nani i Daniya, el jardí de l'harem, que van donar un impuls a la seva carrera en l'àmbit cinematogràfic, labor que ha compaginat des de llavors amb la seva dedicació al teatre.
Des del seu debut, Fermí Reixach va protagonitzar més d'una trentena de muntatges teatrals i va intervenir en més de vint pel·lícules i en nombroses sèries i produccions per a la televisió. Va treballat a les cintes El mort i ser feliç, La voz dormida, 23-F: la película, 14 d'abril. Macià contra Companys, La mosquitera, Animales domésticos, El Greco, Estació de l'oblit i Siempre hay tiempo, entre d'altres. I durant tres temporades fou el personatge Guillem Almeda de la telesèrie de TV3 La Riera.
Reixach parlava i interpretava en català, castellà i anglès, per la qual cosa va participar en produccions teatrals i cinematogràfiques a Europa, l'Amèrica Llatina i els Estats Units.
Va morir el 12 de juny de 2024 a la seva ciutat natal, als 77 anys.

## Trajectòria professional

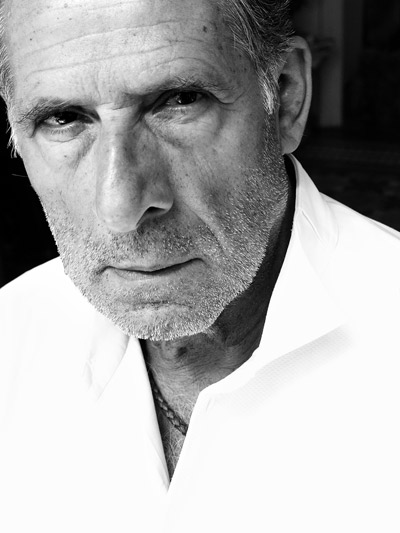
L'actor durant una sessió fotogràfica.

### Cinema
| Any  | Pel·lícula                        | Personatge                              | Direcció                  |
| ---- | --------------------------------- | --------------------------------------- | ------------------------- |
| 2024 | Marco, la verdad inventada        | Pere                                    | Aitor Arregi i Jon Garaño |
| 2014 | El Cafè de la Marina              | Luard                                   | Sílvia Munt               |
| 2012 | La salaó (en postproducció)       | Bolívar                                 | Jesús Font                |
| 2012 | El mort i ser feliç               | Santiago                                | Javier Rebollo            |
| 2012 | Veritas (curt)                    | Josep Font                              | Jesús Llungueras          |
| 2011 | La voz dormida                    | capellà de la presó                     | Benito Zambrano           |
| 2011 | The Cold Light of Day             | ex espia Carlos                         | Mabrouk El Mechri         |
| 2011 | Emergo                            | Alan White                              | Carles Torrents           |
| 2011 | Ghost Track                       | Foster                                  | Fabrizzio Rosetti         |
| 2010 | 14 d'abril: Macià contra Companys | Francesc Macià                          | Manuel Huerga             |
| 2010 | La mosquitera                     | Robert                                  | Agustí Vila               |
| 2010 | Animales domésticos               | Ángel                                   | Xavi Giménez              |
| 2010 | Creuant el límit                  |                                         | Xavi Giménez              |
| 2009 | Siempre hay tiempo                | Luis, amic d'Héctor                     | Ana Rosa Diego            |
| 2009 | Estació de l'oblit                | Domingo, el protagonista                | Christian Molina          |
| 2009 | The Frost                         | Mopsemand                               | Ferran Audí               |
| 2008 | El viaje vertical                 | Federico Mayol                          | Ona Planas                |
| 2008 | Azaña                             | Lluís Companys                          | Santiago San Miguel       |
| 2007 | El Greco                          | Don Miguel de las Cuevas                | Yannis Smaragdis          |
| 2006 | El coronel Macià                  | el Ministre de la guerra, general Aznar | Josep Maria Forn          |
| 2006 | El perfum: Història d'un assassí  | Noble                                   | Tom Tykwer                |
| 2005 | L'est de la brúixola              |                                         | Jordi Torrent             |
| 2004 | Iris                              | Papicactus                              | Rosa Vergés               |
| 2002 | Darkness                          | Villalobos                              | Jaume Balagueró           |
| 2002 | Semana Santa                      | cap de policia Rodríguez                | Pepe Danquart             |
| 2001 | Dolça meva                        | pare - Mario                            | Jesús Mora                |
| 2000 | Faust: la revenja és a la sang    | inspector de policia Marino             | Brian Yuzna               |
| 1999 | Volavérunt                        | cardenal                                | Bigas Luna                |
| 1999 | Els ocells de la piscina          |                                         | Miquel Ángel Rayó         |
| 1998 | Bert                              | Bert                                    | Lluís Casasayas           |
| 1994 | L'enfonsament del Titanic         | fotògraf                                | Antonio Chavarrías        |
| 1993 | La febre d'or                     | pintor Gaspar                           | Gonzalo Herralde          |
| 1991 | Manila                            |                                         | Antonio Chavarrías        |
| 1990 | La punyalada                      | Rafael                                  | Jordi Grau                |
| 1989 | En el jardín                      | policia                                 | Antonio Chavarrías        |
| 1989 | La noche oscura                   | Fra Gerónimo Tostado                    | Carlos Saura              |
| 1988 | Llums i ombres                    | Felip IV                                | Jaime Camino              |
| 1988 | Daniya, el jardí de l'harem       | el capità                               | Carles Mira               |
| 1988 | Matar al Nani                     | Richard                                 | Roberto Bodegas           |
| 1987 | Laura a la ciutat dels sants      |                                         | Gonzalo Herralde          |
| 1980 | La campanada                      | Enrique (executiu)                      | Jaime Camino              |
| 1980 | Ave María                         | capità                                  |                           |

### Teatre
| Any             | Obra | Personatge                                                                      | Direcció                             | Lloc                                                                                                |
| --------------- | --- | ------------------------------------------------------------------------------- | ------------------------------------ | --------------------------------------------------------------------------------------------------- |
| 2012            | Pàtria de Jordi Casanovas | Rothko / Ramon                                                                  | Jordi Casanovas                      | Teatre Lliure de Gràcia, Festival Temporada Alta Girona/Salt                                        |
| 2012            | El mestre i Margarita de Mikhail Bulgakov (en producció) | El dimoni                                                                       | Pep Tosar                            | Festival Temporada Alta Girona/Salt                                                                 |
| 2012            | 20 poemas de amor y una canción desesperada de Pablo Neruda (en producció) | recital de poesia dramatitzada                                                  | Fermí Reixach                        | Teatre de Lloret de Mar                                                                             |
| 2011-actualitat | Conte de Nadal de Charles Dickens (en producció) | Mr. Ebenezer Scrooge                                                            | Ferran Audí                          | |
| 2009-2010       | Diari d'un boig. Bicentenari de Gógol de Nikolai Gógol | Funcionari Poprixin                                                             | Fermí Reixach                        | Sala Trono (Tarragona), Teatre del Mar (Palma), Versus Teatre (Barcelona)                           |
| 2008            | Mystics de Música Aperta |                                                                                 | Ignacio Alcover i Ignacio Uriagereka | National Gallery of Art de Washington, Estats Units                                                 |
| 2007            | Diario de un loco de Nikolái Gógol | Funcionari Poprixin                                                             | Ernie Martin                         | Teatro Español, Madrid                                                                              |
| 2005            | Diari d'un boig de Nikolái Gógol | Funcionari Poprixin                                                             | Ernie Martin                         | Sala Almazén, Barcelona                                                                             |
| 2001-2005       | Veinte poemas de amor y una canción desesperada de Pablo Neruda | recital de poesia dramatitzada amb música de J.M. Arrizabalaga                  |                                      | Teatre Lliure (Barcelona), Círculo de Bellas Artes (Madrid), Nova York, etc                         |
| 1996            | El pare d'August Strindberg | Pare                                                                            | Pere Planella                        | Teatre Lliure (Barcelona)                                                                           |
| 1995-2002       | L'oncle Vània d'Anton Txékhov | Vània                                                                           | Miguel Narros                        | Barcelona, Madrid, Alacant, etc                                                                     |
| 1992            | Èdip a Colonos i Edipo Rey de Sòfocles | Èdip                                                                            |                                      | Teatre romà de Mèrida, Extremadura                                                                  |
| 1988            | Absències de Salvador Brotons i Miquel Martí i Pol | lectura dramatitzada dels tretze poemes de l'autor sobre música del compositor. |                                      | Palau de la Música Catalana, Barcelona                                                              |
| 1987            | L'última copa de Harold Pinter |                                                                                 |                                      | Teatre Lliure, Barcelona                                                                            |
| 1986            | Mel salvatge-Platonov d'Anton Txékhov | Platonov                                                                        | Pere Planella                        | Teatre Lliure, Barcelona                                                                            |
| 1986            | La filla del Carmesí de Josep Maria de Sagarra |                                                                                 |                                      | Teatre Romea, Barcelona                                                                             |
| 1985            | Diari d'un boig de Nikolai Gógol | Funcionari Poprixin                                                             | Ernie Martin                         | Teatre Romea, Barcelona                                                                             |
| 1983            | Ederra, d'Ignacio Amestoy | Theo Burton                                                                     | Miguel Narros                        | Teatro Español, Madrid                                                                              |
| 1983            | Don Juan Tenorio, de José Zorrilla | Don Juan                                                                        | Miguel Narros                        | Teatro del Arte, Madrid                                                                             |
| 1982-1983       | El rey Lear, de William Shakespeare | Lear                                                                            | Miguel Narros                        | Sala Olimpia, Madrid                                                                                |
| 1981            | El purgatorio de San Patricio, de Pedro Calderón de la Barca |                                                                                 |                                      | St Patrick's Catedral, Nova York                                                                    |
| 1980            | El balcó de Jean Genet | Jutge                                                                           | Lluís Pasqual                        | Teatre Lliure, Barcelona                                                                            |
| 1979-1984       | Un home apassionat. Lectura dramatitzada de poemes de diversos autore: Joan Roís de Corella, Josep Carner, Miquel Martí i Pol, Josep Maria de Sagarra, Ausiàs March, Joan Maragall, Salvador Espriu, Joan Salvat Papasseit, Vicent Andrés Estellés, Joan Alcover, Bartomeu Rosselló-Pòrcel i Blai Bonet, amb música de violoncel interpretada per Ignacio Alcover. |                                                                                 |                                      | Teatre Lliure (Barcelona), Girona, Carnegie Recitall Hall i Spanish Institute de Nova York, Boston. |
| 1979            | Hughie d'Eugene O'Neill | Hughie                                                                          | Ernie Martin                         | Teatre Lliure, Barcelona                                                                            |
| 1979            | La bella Helena | Agamèmnon                                                                       | Pere Planella                        | Teatre Lliure, Barcelona                                                                            |
| 1979            | Les tres germanes d'Anton Txékhov | Vierxinin                                                                       |                                      | Teatre Lliure, Barcelona                                                                            |
| 1979            | Consell d'amor | Diable                                                                          |                                      | |
| 1978            | Hedda Gabler | J. Tessman                                                                      | Pere Planella                        | Teatre Lliure, Barcelona                                                                            |
| 1978            | Abraham i Samuel, de Víctor Haïm | Abraham                                                                         | Pere Planella                        | Teatre Lliure, Barcelona                                                                            |
| 1978            | Eduardo II, de Christopher Marlowe | Eduard II                                                                       |                                      | Teatre Lliure, Barcelona                                                                            |
| 1977-1978       | Titus Andronicus de William Shakespeare | Titus                                                                           | Fabià Puigserver                     | Teatre Lliure, Barcelona                                                                            |
| 1977            | La cacatua verda | Pròsper                                                                         | Pere Planella                        | Teatre Lliure, Barcelona                                                                            |
| 1977            | La petita Mahagonny, de Bertold Brecht, amb música de Kurt Weill | P. Ackerman                                                                     | Pere Planella                        | Teatre Lliure, Barcelona                                                                            |
| 1977            | Leonci i Lena, de Georg Büchnes | Criat 2                                                                         |                                      | Teatre Lliure, Barcelona                                                                            |
| 1976            | Àlies Serrallonga | Joan Sala i Ferrer, àlies Serrallonga                                           | Els Joglars                          | Barcelona                                                                                           |
| 1976            | Camí de nit, 1854 |                                                                                 |                                      | Teatre Lliure, Barcelona                                                                            |
| 1974            | El pupilo quiere ser tutor |                                                                                 | José Luis Gómez                      | Teatre Capsa, Barcelona                                                                             |
| 1973            | Non Plus Plis de Els Comediants | Clown                                                                           | Els Comediants                       | Barcelona                                                                                           |
| 1973            | Catacroc d'Els Comediants | Clown                                                                           | Els Comediants                       | Barcelona                                                                                           |
| 1960-1972       | La filla de la mort |                                                                                 | Grup d'Estudis Teatrals d'Horta      | Barcelona                                                                                           |
| 1960-1972       | L'ombra de l'escorpí |                                                                                 | Grup d'Estudis Teatrals d'Horta      | Barcelona                                                                                           |
| 1960-1972       | Partenaire |                                                                                 |                                      | Barcelona                                                                                           |
| 1960-1972       | Remena, nena |                                                                                 | Josep Anton Codin                    | Barcelona                                                                                           |
| ?               | L'hort dels cirerers d'Anton Txékhov |                                                                                 | Lluís Pasqual                        | Teatre Lliure, Barcelona                                                                            |
| ?               | La tempesta de William Shakespeare |                                                                                 | Calixto Bieito                       | Barcelona                                                                                           |

### Productor teatral
| Any       | Obra                                                            | Categoria | Notes                                                                                               | Lloc |
| --------- | --------------------------------------------------------------- | --- | --------------------------------------------------------------------------------------------------- | --- |
| 2009-2010 | Diari d'un boig. Bicentenari de Nikolai Gógol de Nikolai Gógol  | Funcionari Poprixin | Direcció, producció, interpretació i revisió del text de Fermí Reixach i la seva companyia O'Teatre | Sala Trono (Tarragona), Teatre del Mar (Palma), Versus Teatre (Barcelona)                                |
| 2001-05   | Veinte poemas de amor y una canción desesperada de Pablo Neruda | Recital de poesia dramatitzada | música de J.M. Arrizabalaga                                                                         | Teatre Lliure de Barcelona, Círculo de Bellas Artes de Madrid i Nova York.                               |
| 1979-84   | Un home apassionat                                              | Lectura dramatitzada de poemes de diversos autors: Joan Roís de Corella, Josep Carner, Miquel Martí i Pol, Josep Maria de Sagarra, Ausiàs March, Joan Maragall, Salvador Espriu, Joan Salvat-Papasseit, Vicent Andrés Estellés, Joan Alcover, Bartomeu Rosselló-Pòrcel i Blai Bonet. | Amb música de violoncel interpretada por Ignacio Alcover                                            | Teatre Lliure (Barcelona), Girona, Carnegie Recitall Hall i Spanish Institute de Nova York, Boston, etc. |

### Televisió
| Any             | Títol                                                        | Cadena i tipus de programa                                                        | Personatge            |
| --------------- | ------------------------------------------------------------ | --------------------------------------------------------------------------------- | --------------------- |
| 2012            | Olor de colònia                                              | TV3 (telesèrie)                                                                   | Viladomat             |
| 2012            | Concepción Arenal, la visitadora de cárceles                 | TVE (minisèrie)                                                                   | Narrador              |
| 2012            | Carta a Eva                                                  | TVE (telesèrie)                                                                   | Pacón                 |
| 2012            | La història d'un teatre lliure, 1976-2011 (en postproducció) | TV3 (documental)                                                                  | Ell mateix            |
| 2010–actualitat | La Riera                                                     | TV3 (telesèrie)                                                                   | Guillem Almeda        |
| 2011            | Polseres vermelles                                           | TV3 (telesèrie)                                                                   | Dr. Alfred            |
| 2010            | 23-F: la película                                            | TVE (telefilm-minisèrie)                                                          | Nicolás Cotoner       |
| 2010            | Clara Campoamor, la dona oblidada                            | TVE (telefilm)                                                                    | Alejandro Lerroux     |
| 2009            | La huella del crimen 3. El secuestro de Anabel               | TVE (minisèrie)                                                                   | Álvaro Quintana       |
| 2008-2009       | Rhesus                                                       | TV3 (minisèrie)                                                                   | policia retirat       |
| 2008            | Guante blanco                                                | TVE (1 episodi: 8, El compendium)                                                 | Germán                |
| 2006-2007       | Mar de fons                                                  | TV3 (9 episodis: 2,3,4,5,6,7,8,11,40)                                             | Nofre Revert          |
| 2005            | Mar rojo                                                     | Telecinco (telefilm)                                                              | Anselmo               |
| 2005            | El cor de la ciutat                                          | TV3 (13 episodis) 637, 657, 666, 673, 687, 688, 706, 707, 712, 713, 716, 717, 718 | Juez                  |
| 2003            | Fragments                                                    | TV3 (telefilm)                                                                    | Ramos                 |
| 2002            | Diari d'un boig                                              | TV3 (teatre especial TV)                                                          | Funcionari Poprixin   |
| 2000            | Andorra, entre el torb i la Gestapo                          | TV3 (minisèrie)                                                                   | Dr. Coco              |
| 2000            | Aleph, lectures contades                                     | TV3: episodi William Shakespeare                                                  | Ell mateix            |
| 1996            | El pare                                                      | Televisó Espanyola a Catalunya (telefilm)                                         | Pare                  |
| 1995            | Jocs de rol                                                  | TV3 (telefilm)                                                                    | Policia               |
| 1991            | El Quijote de Miguel de Cervantes                            | TVE (minisèrie)                                                                   | Cardenio              |
| 1990            | La punyalada                                                 | TV3 (minisèrie) (3 capítols)                                                      | Rafael                |
| 1989            | Entreacte de Manuel Cussó-Ferrer                             | TV3                                                                               | Inventor protagonista |
| 1988            | Daniya, el jardí de l'harem de Carles Mira                   | versió per a la televisió                                                         | El capità             |
| 1986            | Galeria oberta: Mel salvatge                                 | TV3, teatre a la televisió                                                        | protagonista Platonov |
| 1986            | L'ombra de l'escorpí                                         | Televisó Espanyola a Catalunya (telefilm)                                         |                       |
| 1986            | Els visionaris                                               | Televisó Espanyola a Catalunya (telefilm)                                         |                       |
| 1983            | Estudio 1: Don Juan Tenorio V                                | TVE (teatre especial TV)                                                          | Don Juan Tenorio      |
| 1980            | Quitxalla. Espai: Embolica que fa fort                       | Televisió Espanyola a Catalunya (4 episodis)                                      | Oberó                 |
| 1980            | Novel·la: episodi El caçador invisible                       | Televisió Espanyola a Catalunya (sèrie)                                           | Actor                 |
| 1978            | Llibre dels fets del bon rei en Jaume                        | Televisió Espanyola a Catalunya: episodi 5, 1a temporada                          | Noble                 |
| 1976            | La Odisea                                                    | TVE i Els Joglars (sèrie)                                                         | Personatges diversos  |
| 1976            | Hamlet                                                       | TVE (teatre a la televisió)                                                       | Enterramorts          |
| 1976            | La febre de l'or                                             | TVE (minisèrie, 3 episodis)                                                       | Pintor Gaspar         |
| 1976            | Justícia fosca                                               | TVE (sèrie, capítol 9)                                                            | Jutge                 |
| 1976            | Civilitzats tanmateix                                        | teatre a la televisió                                                             | protagonista          |

### Altres
| Any  | Obra              | Categoria      | Notes |
| ---- | ----------------- | -------------- | --- |
| 1992 | Made in Barcelona | programa de tv | Fermí Reixach va entrevistar l'escriptor barceloní Manuel Vázquez Montalbán al capítol dedicat a la literatura |
| 1976 | Cançons de Lladre | LP Edigsa      | Gravació i interpretació dels temes musicals del disc, basats en cançons populars catalanes de bandolers       |

## Reconeixement professional

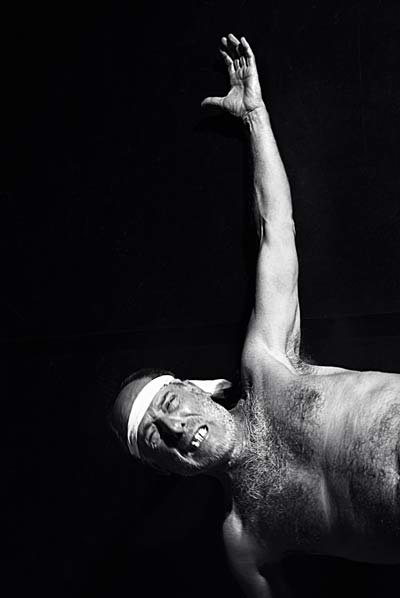
Fermí durant la interpretació de "Diari d'un boig" l'any 2009.

### Premis
- Premi Ícaro de teatre de Diario 16 al millor actor de l'any per la seva interpretació en El rei Lear, Ederra i Don Juan Tenorio (1983)
- Premi de l'Associació d'Espectadors de Teatre (AET) de Reus per la seva interpretació en Diari d'un boig (1985)
- Millor actor, concedit per la Generalitat de Catalunya, pel seu paper en la pel·lícula Daniya, el jardí de l'harem (1988)
- Millor actor en el Festival de Cine de Gijón i en la Semana de Cine de Múrcia pel llargmetratge En el jardín (1989)
- Premi a la millor pel·lícula en el Festival de Cinema Independent de Barcelona per Bert
- Membre d'honor de l'Acadèmia del Cinema Català (2022)[7]

### Nominacions
- Nominació als Premis Gaudí del Cinema Català com a Millor Actor Secundari per La mosquitera (2011)
- 2 Nominacions als Premis Gaudí del Cinema Català com a Millor Actor Protagonista per Estació de l'oblit i a Millor Actor Secundari per The frost (La escarcha) (2010)
- Nominació als I Premis Gaudí del Cinema Català com millor actor secundari pel seu paper a El Greco (2008)